# Lotte van Eijk
Lotte van Eijk (Spijkenisse, 1997) is een Nederlandse influencer, een 'plussize' fotomodel, fat activist, ondernemer en podcast-presentator. Ze werd in Nederland bekend met filmpjes op Instagram onder haar account @LoVaEij, waarin ze in plat Rotterdams (mentale) zelfzorgadviezen geeft. Ze heeft een eigen 'plussize' kledingmerk, House of Lovaeij. In januari 2024 begon ze met het presenteren van BNNVARA-podcast Lotte's Hotline.

## Biografie
Een groot gedeelte van Van Eijks activiteiten op sociale media draait om fat activism en de wijze waarop zij met haar eigen lichaam omging en -gaat. Dit zet zich ook door in wat zij deelt over haar jongere jaren. Zo vertelde zij in 2020 aan Proud2Bme dat zij uit een familie van dansers kwam; haar moeder had een eigen dansschool. Zijzelf danste naar eigen zeggen veertien uur per week en besloot te auditeren bij de dansopleiding van Codarts, met als doel de dansschool van haar moeder over te nemen. Ze werd afgewezen, onder meer op het onderdeel 'fysiek'. Ze zou hier zelf later over zeggen dat dit volgens haar betekende dat de opleiding zei: "Je bent te dik voor deze opleiding, we denken dat je het niet vol gaat houden, dus je bent niet toegelaten." Ze vertelde: "als ik niet dik was geweest, was ik honderd procent zeker toe[ge]laten op de academie. Ik kan en kon gewoon goed dansen, dat weet ik van mezelf."
Naast deze gebeurtenis had ook een van haar grootmoeders een grote invloed. De moeder van haar vader was ook dik en begreep haar daardoor beter dan familieleden van haar moeders kant van de familie, bij wie dit niet of veel minder voorkwam. Van haar oma leerde ze trots op zichzelf te zijn en haar oma inspireerde haar met haar kennis van naaien om modeontwerpster te worden, maar leerde haar ook 'diëten'. Op haar 8e begon ze voor het eerst met een dieet met als doel om af te vallen. Toen haar oma 65 en Van Eijk 15 was, werd er bij haar oma kanker geconstateerd, waarna ze een maand later stief. In die maand was ze ontzettend afgevallen door haar ziekte, en vlak voor haar dood zei haar oma tegen haar: "Gelukkig ben ik toch nog dun geworden." Van Eijk omschreef dit als een keerpunt in haar leven en zou er daarna voor kiezen niet meer op dieet te gaan en dik gelukkig te worden.
Van Eijk omschreef ook het vinden van haar eerste goed passende bikini op haar 18e als een belangrijk moment. Daarvoor schaamde ze zich als ze op het strand lag en probeerde ze haar lichaam te bedekken. Door dit kledingstuk veranderde dat en kreeg ze naar eigen zeggen veel meer zelfvertrouwen op het strand.
Van Eijk is panseksueel. In 2020 ontmoette ze Deen Groothuizen. Deen, die een jaar ouder is dan zij, werd haar partner. Ze ontmoetten elkaar via sociale media en na een kort chatgesprek hielden ze via FaceTime een twaalf uur durend gesprek. De dag erop hadden ze hun eerste date, die uiteindelijk 72 uur duurde. Deen is transgender en had in 2021 zijn coming out. Zowel hij als Van Eijk identificeren zich als queer.

## Werkzaamheden
In 2020 begon Van Eijk, geïnspireerd door Groothuizens moed bij zijn coming out, een eigen kledinglijn. Het merk, House of Lovaeij, streeft naar inclusiviteit, onder andere door een maatvoering van S tot en met XXXXL en het betrekken van de queer community.
Naast deze kledinglijn is Van Eijk ook zelf actief als 'plussize' fotomodel. Ze heeft EU-kledingmaat 48/50. Ze werkte onder meer mee in het project Power to the models van Jan Hoek, een kunstenaar die zijn modellen geheel liet bepalen hoe hij hen vastlegde. Van Eijk koos ervoor de Dior-reclame met Charlize Theron na te maken. Het resultaat werd in 2020 in het Stedelijk Museum Breda vertoond.
Van Eijk is vooral bekend geworden van de Instagram-filmpjes waarin ze adviezen geeft. Dit heeft ze vanaf januari 2024 omgezet in een wekelijkse adviespodcast bij BNNVARA, met de naam Lotte's Hotline. Daarnaast is Van Eijk ook actief op OnlyFans.
In 2025 was Van Eijk gastdocent in het televisieprogramma DREAM SCHOOL.

### Bestseller 60
| Boeken met noteringen in de Nederlandse Bestseller 60 | Jaar van verschijnen | Datum van binnenkomst | Hoogste positie | Aantal weken | Opmerkingen |
| ----------------------------------------------------- | -------------------- | --------------------- | --------------- | ------------ | ----------- |
| De meidenmethode                                      | 2025                 | 26-03-2025            | 12              | 1            |             |